# 创意市集
创意市集（fashion market）是一种专门售卖富有创意，时尚，原创，非量产并富有商业价值货品的集市，多以摊位的形式呈现。

## 历史
伦敦一条叫Portobello的马路后段就叫流行市集。有一些手工或者艺术爱好者们把自己的作品展示出来,并和他人交换交流。
2005年7月由出生于台湾的王怡颖创造了“创意市集”一词，《创意市集》是王怡颖聚焦于伦敦的几个著名的流行市集（fashion market），访问16位曾经或仍然在市集里摆摊的设计师、艺术家，通过图像展示他们的作品，通过访谈了解他们的个性、创作意念和生活等创作的图书。